# Nallachius reductus
Nallachius reductus là một loài côn trùng trong họ Dilaridae thuộc bộ Neuroptera. Loài này được Carpenter miêu tả năm 1947.